# Парадокс листа чаја
Парадокс листа чаја је парадокс везан за динамику флуида. То је феномен где листови чаја у шољи чаја мигрирају у центар и дно шољице након мешања, а не да бивају присиљени да дођу на ивицу шоље, као што би се очекивало у на основу деловања центрифугне силе.
Тачно физичко објашњење парадокса је по први пут дао Џејмс Томсон 1857. Он је исправно повезао појаву секундарног тока (и Земљине атмосфере и шољице чаја) са ″трењем на дну″. Формирање секундарних токова у прстенастом каналу теоријски је обрадио Јозеф Валентин Боузинеш још 1868. године. Миграцију придонских честица у токовима речних кривина експериментално је истраживао А. Иа. Миловић 1913. године.  Решење је први пут дошао од Алберта Ајнштајна у раду из 1926. године у коме је објаснио ерозију речних обала и одбацио Баеров закон.

## Објашњење
Мешање чини да се вода окреће у шољи, изазивајући центрифугалну силу ка споља. Међутим, близу дна, вода се успорава трењем. Тако је центрифугална сила слабија близу дна него горе, што доводи до секундарног кружног (спиралног) тока који иде напоље на врху, доле дуж спољне ивице, унутра дуж дна, доводећи листове до центра, а затим нагоре.

## Апликације
Феномен је коришћен за развој нове технике за одвајање црвених крвних зрнаца од крвне плазме, да би се разумели системи атмосферског притиска, и у процесу кувања пива да се одвоји коагулирани трунк у вртлогу. 